# Stomatodexia quadrimaculata
Stomatodexia quadrimaculata là một loài ruồi trong họ Tachinidae.